# Maison Delorme
Pour les articles homonymes, voir Delorme.
La maison Delorme est une ferme située au 545 rue Centrale, à l'intersection avec la rue du Midi, à Beynost en Côtière dans l'Ain. La ferme qui daterait approximativement des années 1840 a été utilisée à partir de 1858 pour une activité agricole jusqu'aux années 1980. En 2013, la commune de Beynost a fait l'acquisition de la maison pour favoriser sa préservation.

## Description

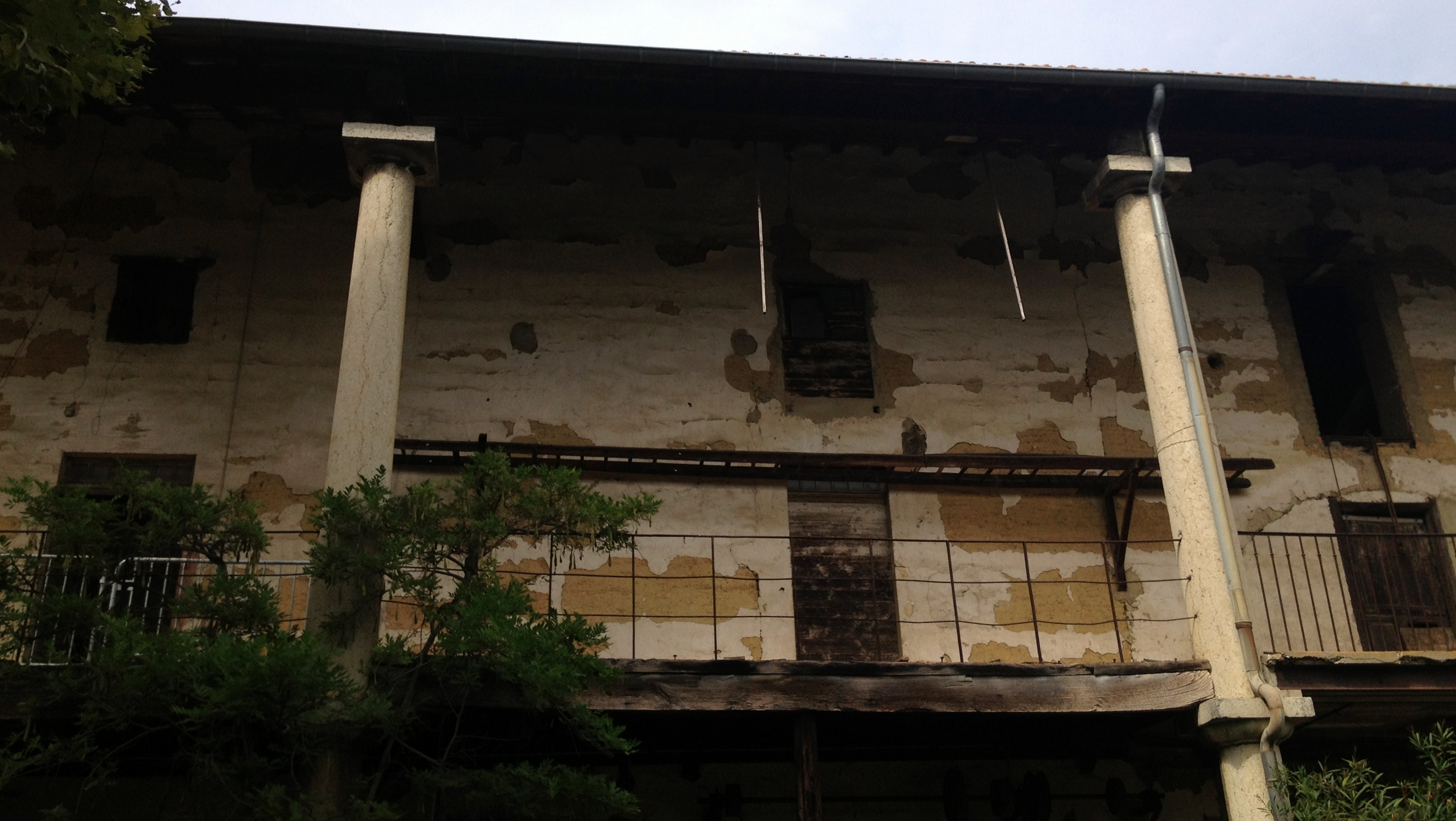
Vue de la galerie supérieure et de deux colonnes.

La maison aurait été construite dans les années 1840 et a été effectivement utilisée comme ferme agricole par ses premiers occupants Claude Delorme et son épouse Joséphine Fallotins à partir de 1858.
Les deux façades extérieures de la maison, qui donnent respectivement sur la rue Centrale et sur la rue du Midi, sont en pierre de taille provenant du château de Margnolas à la suite de la destruction de celui-ci.
La maison possède un jardin intérieur depuis lequel on peut voir ce qui constitue un « bel exemple de maison à colonnes ». Les colonnes sont fabriquées en calcaire de Sault-Brénaz et prennent appui sur des dés coniques. Dans le jardin, se trouve un bassin faisant office de lavoir. Une avancée de la maison (côté rue du Midi) inclut un four à pain et un atelier.

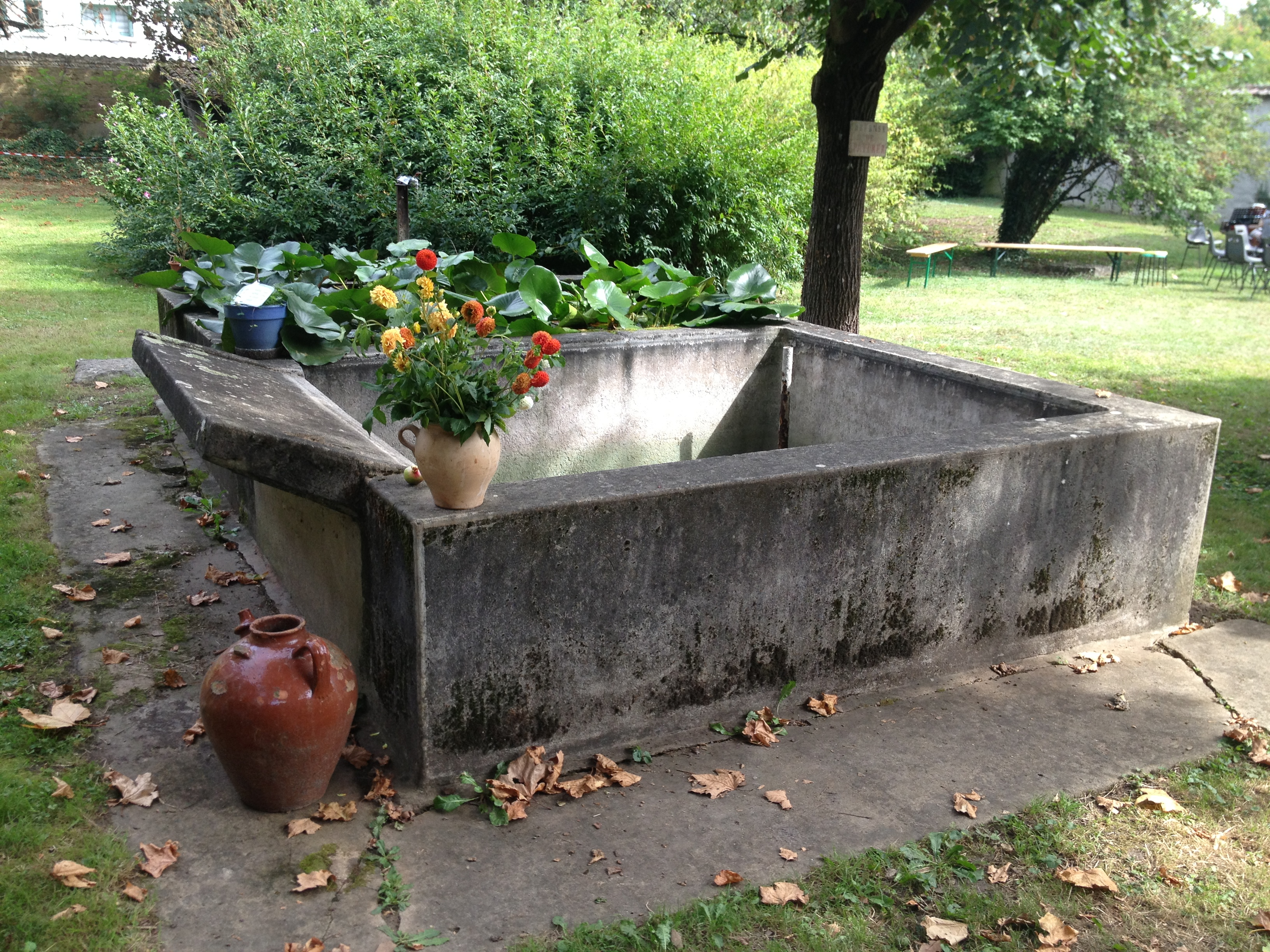
Le bassin-lavoir.
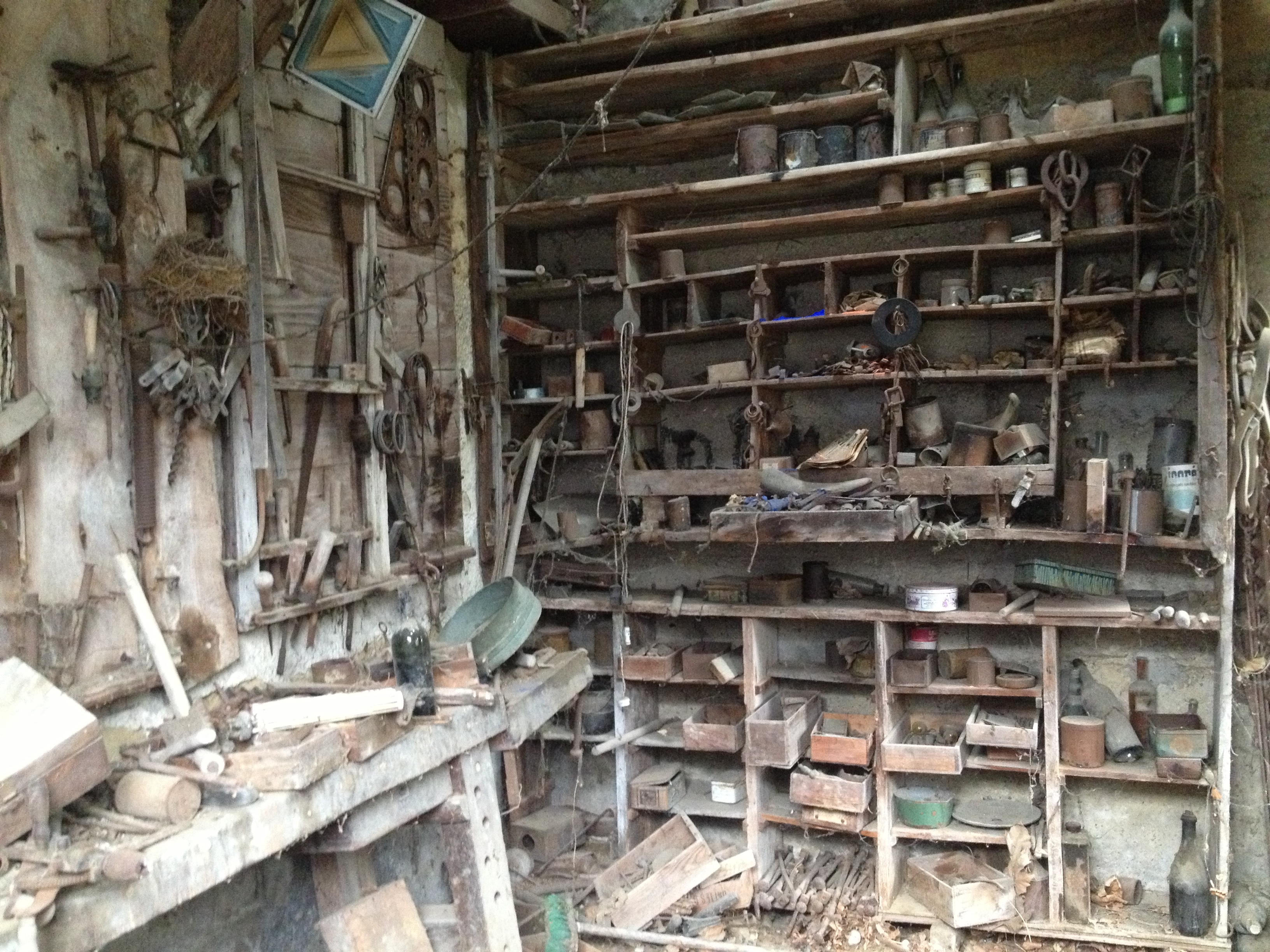
L'atelier.
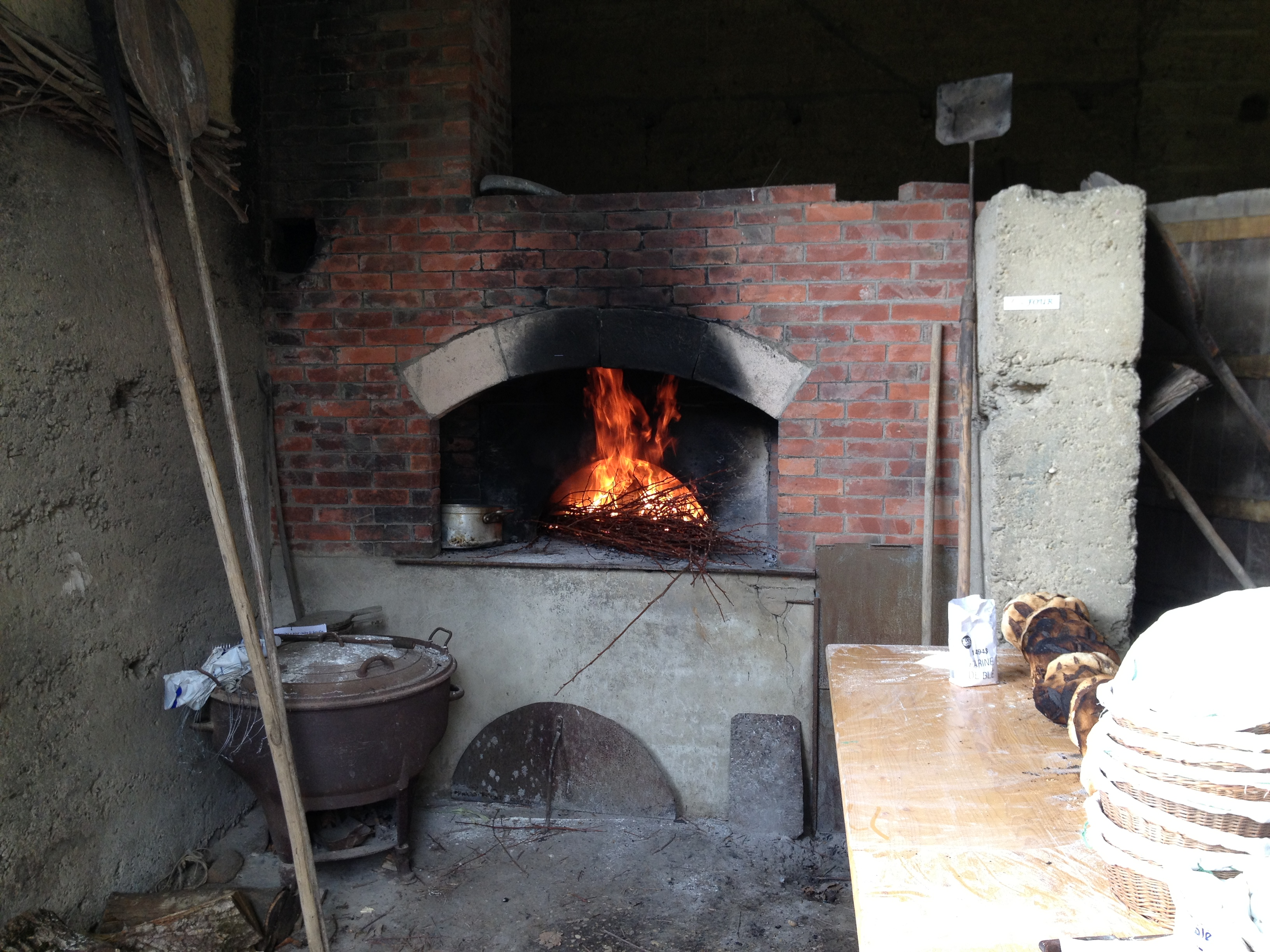
Le four à pain.

## Utilisation contemporaine

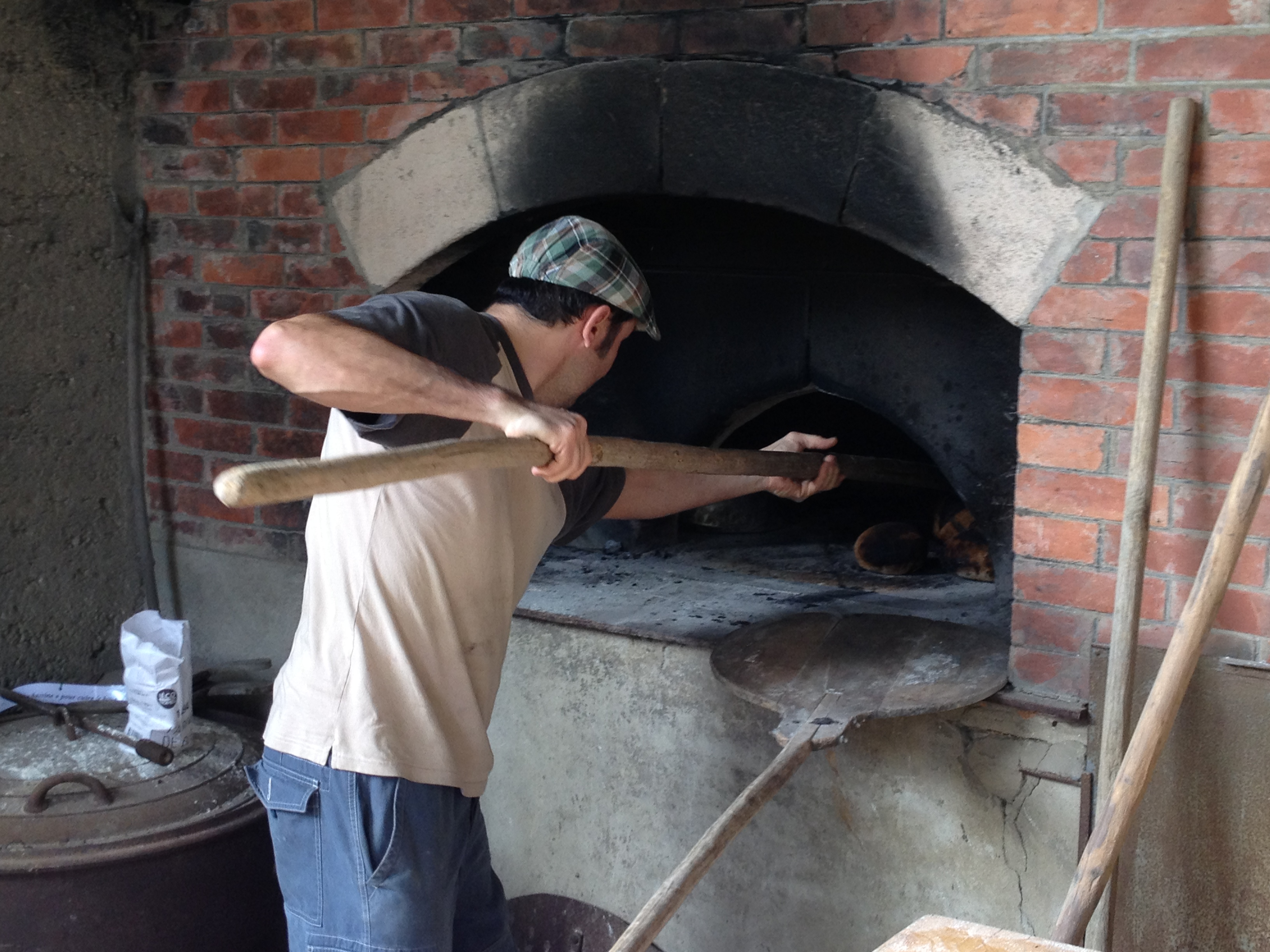
Cuisson artisanale du pain lors des Journées européennes du patrimoine 2013.

En novembre 2012, la mairie annonce l'achat de la maison Delorme. Cette acquisition pour un montant de 700 000 € a rencontré une certaine opposition au sein-même du conseil municipal. En septembre 2013, la maison est pour la première fois ouverte au public à l'occasion des Journées européennes du patrimoine, : elle est visitée par 300 personnes au cours de la seule journée du samedi 14 septembre. Au cours de cette circonstance, la maison accueillait également une exposition présentant le plan terrier de Beynost.
Les héritiers de la dernière occupante de la maison, Jeanne Delorme décédée en 2010 ont par ailleurs procédé à un legs d'un certain nombre d'objets anciens issus de la maison. 